# Онајда (Пенсилванија)
Онајда (енгл. Oneida) насељено је место без административног статуса у америчкој савезној држави Пенсилванија.

## Демографија
По попису из 2010. године број становника је 200, што је 19 (-8,7%) становника мање него 2000. године.
| Група             | 2000.        | 2010.       |
| Белци             | 219 (100,0%) | 196 (98,0%) |
| Афроамериканци    | 0 (0,0%)     | 0 (0,0%)    |
| Азијати           | 0 (0,0%)     | 0 (0,0%)    |
| Хиспаноамериканци | 0 (0,0%)     | 1 (0,5%)    |
| Укупно            | 219          | 200         |